# خیابان کینگ ویلیام

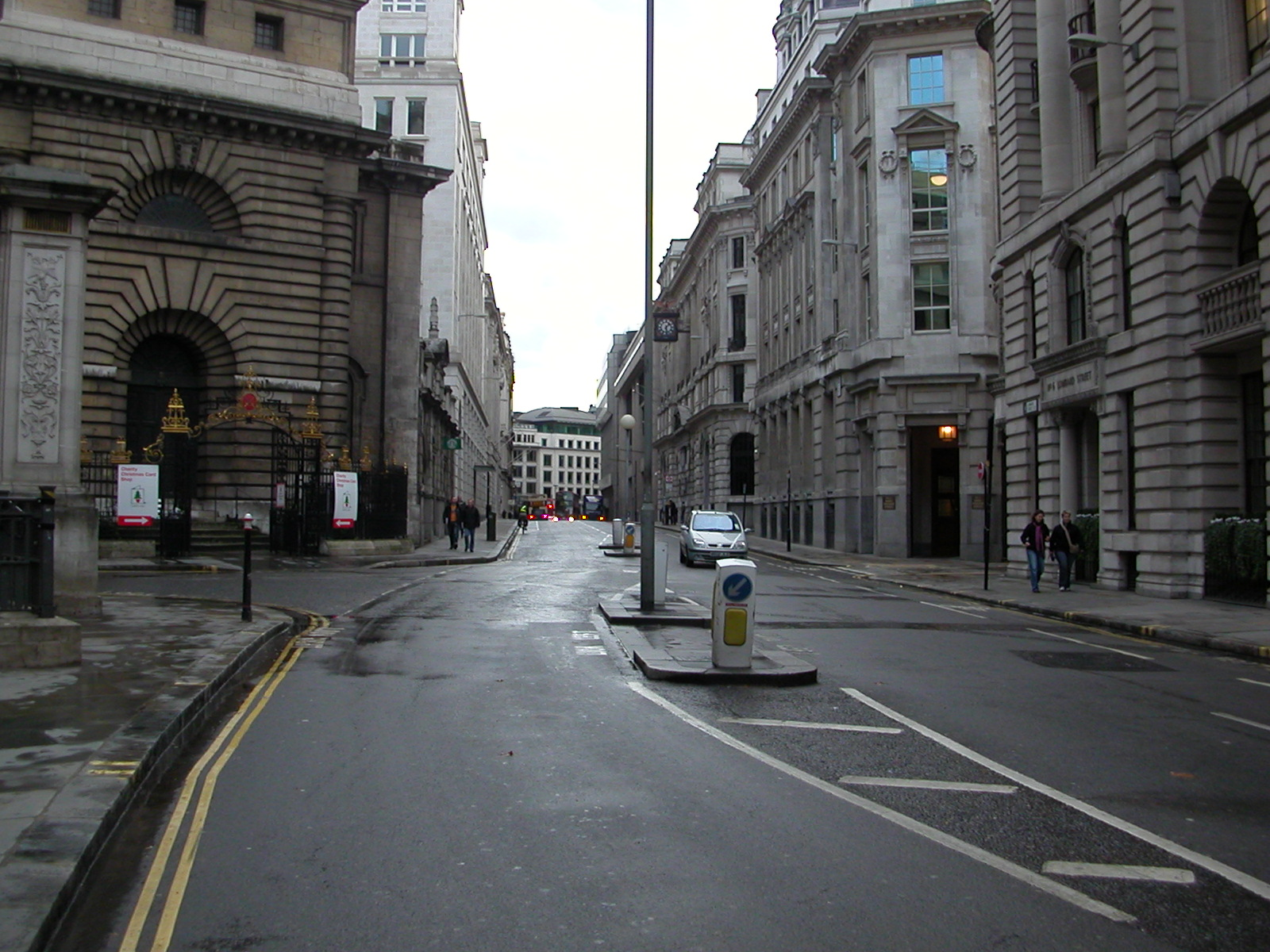
North end of King William Street looking towards Monument station.

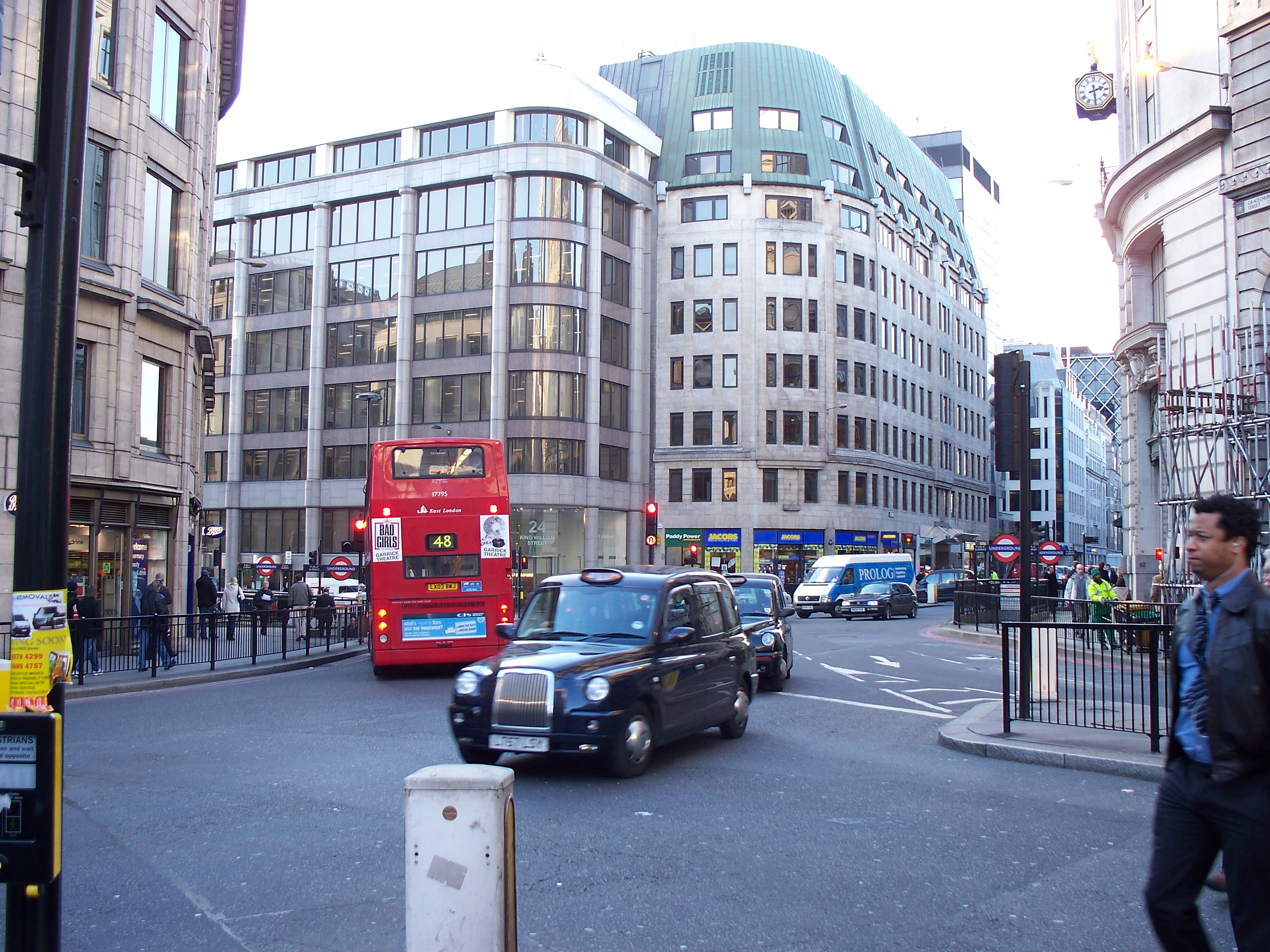
تقاطع مانیمنت، اتصال خیابان کلینگ ویلیام و خیابان گیرسچورچ

خیابان کینگ ویلیام (انگلیسی: King William Street) یک خیابان در لندن، انگلستان است.
این خیابان که در سیتی لندن قرار دارد از سمت جنوب به پل لندن (جاده ای۳) و از شمال به تقاطع بانک محدود می‌شود و با خیابان‌های مهمی همچون خیابان لومباد و خیابان کنن تقاطع دارد. ایستگاه‌های بانک و مانیمنت و کلیسای سنت ماری وولنوث در این خیابان قرار دارد.